# Ludwig Scharl
Ludwig „Wigg“ Scharl (* 9. Juli 1929 in München, Nymphenburg; † 2011 in Amerang) war ein deutscher Maler. Er war der Neffe des Malers und Grafikers Josef Scharl.

## Biografie
Scharl war der Sohn von Ludwig und Therese Scharl. Der Vater Scharl litt an einem schweren Nervenleiden und wurde im Geburtsjahr seines Sohnes in die Heil- und Pflegeanstalt Eglfing-Haar eingewiesen. Im Jahr 1940 wurde Scharl senior Opfer der "Aktion T4", welche Teil der NS-Krankenmorde war. Ludwig Scharls Mutter Therese lebte mit den beiden Söhnen am Schloss Nymphenburg. Später absolvierte Ludwig Scharl neben seiner Lehre als Maler und Lackierer ein Studium an der Akademie der Bildenden Künste München, unter anderem bei Xaver Fuhr. Ab 1954 war er als freier Maler tätig. Seine Ehefrau Ernesta heiratete er 1958. Mit ihr und ihrem Sohn Peter lebten sie in München-Schwabing.
Von 1964 bis 1975 arbeitete er als freier Restaurator für Kunstwerke der 1920er Jahre, unter anderem für die Galerie Nierendorf. Scharl war Teil der Gruppe Neue Realisten, 1964 gegründet. 1967 erhielt er den Seerosenpreis der Stadt München. 1978 erfolgte seine Berufung zum Lehrstuhlinhaber für Malerei an der Akademie der Bildenden Künste Nürnberg. Nach seiner Emeritierung 1994 lebte und arbeitete Scharl im Dorf Amerang im Chiemgau.

## Weitere Mitgliedschaften
- ab 1957 Mitglied der Künstlergruppe „Pavillon“[2]
- ab 1961 Mitglied der Neuen Münchner Künstlergenossenschaft[3] (NMKG)
- 1963–2000 Ständiges Mitglied des Vorstands der Neuen Münchner Künstlergenossenschaft und Juror
- 1963–2001 Mitglied der Ausstellungsleitung des Hauses der Kunst, München
- 1985–1988 Präsident der NMKG
- ab 1988 Ehrenpräsident der NMKG
- 1987–1988 Präsident der Ausstellungsleitung des Hauses der Kunst, München
- 1997 Mitglied im Arbeitskreis 68 (AK68), Wasserburg
- 1998 Vorstand (Künstlerische Leitung) AK68

## Ausstellungen

### Gruppenausstellungen
- 1956 „Pavillon“, Alter Botanischer Garten, München
- 1957 6. Ausstellung der Künstlergruppe Pavillon
- 1958 Gründungsausstellung "Die Unabhängigen", Kunstverein München
- 1960 Galerie des Deutschen Bücherbund (zusammen mit dem Bildhauer Will Elfes)
- 1960 Neue Galerie Ingolstadt
- 1960 Ausstellung des Schutzverbands Bildender Künstler, Pavillon München
- 1961 „Neue Realisten“, Pavillon München
- 1962 "Ringen um den Gegenstand", Städtisches Museum Trier
- 1962 Galerie Gurlitt, München
- 1963 Dominikanerkreuzgang, Bozen
- 1965 "Gegenständliche Kunst der Gegenwart, Museum Wiesbaden
- 1966 „Situation 66 – Europäische Kunst“, Augsburg, Halle, Rostock und Ostberlin
- 1966 „Metamorphosen eines Gesichts. Das Porträt in der Kunst der Gegenwart“, Haus der Kunst, München
- 1967 „Intergraphik-Berlin“, Warschau, Prag, Moskau, Bukarest
- 1967 „Seerose Künstlerpreis“, München
- 1970 Künstlerhaus Nürnberg
- 1972 „Neue Münchner Künstlergenossenschaft“, Wanderausstellung im Westfalen Sauerland-Museum in Arnsberg
- 1974 Galerie Margelik, München
- 1975 BMW Galerie Hamburg und Bonn
- 1979 „Seerose“, Stadtmuseum Regensburg
- 1980 "Zwischen Krieg und Frieden", Kunstverein Frankfurt und Hannover
- 1984 „Xaver Fuhr / Ludwig Scharl – Begegnungen zwischen Lehrer und Schüler“
- 1984 Museum Galerie Bozen
- 2019 „In's Gesicht geschaut“, Galerie Villa Maria, Bad Aibling

### Einzelausstellungen
- 1968 Galerie Richard P. Hartmann, München
- 1969 Patentamt München
- 1977 Galerie Nierendorf, Berlin
- 1989 Südstadt-Galerie, Köln
- 1997 AK68, Wasserburg
- 2000 Galerie Nierendorf, Berlin
- 2001 Galerie Nierendorf – Graphikausstellung
- 2002 Ausstellung in Sarajevo
- 2002 Schloss Hartmannsberg
- 2004 „5 Jahrzehnte Bilder von Ludwig Scharl“, Kunstverein Wasserburg
- 2008 „Gesichter“, Galerie Villa Maria, Bad Aibling

## Nachweise
1. ↑  Landeshauptstadt München Redaktion: Preisträgerinnen und Preisträger. Abgerufen am 3. Mai 2020.
2. ↑  Kunstpavillon – Über den Kunstpavillon. 2005, archiviert vom Original (nicht mehr online verfügbar) am 18. Februar 2020; abgerufen am 3. Mai 2020.  Info: Der Archivlink wurde automatisch eingesetzt und noch nicht geprüft. Bitte prüfe Original- und Archivlink gemäß Anleitung und entferne dann diesen Hinweis.
3. ↑  Neue Münchner Künstlergenossenschaft. Abgerufen am 3. Mai 2020.

| Personendaten    | Personendaten            |
| ---------------- | ------------------------ |
| NAME             | Scharl, Ludwig           |
| ALTERNATIVNAMEN  | Scharl, Wigg (Spitzname) |
| KURZBESCHREIBUNG | deutscher Maler          |
| GEBURTSDATUM     | 9. Juli 1929             |
| GEBURTSORT       | München, Nymphenburg     |
| STERBEDATUM      | 2011                     |
| STERBEORT        | Amerang                  |